# Parcul din Târgu Ocna
Parcul din Târgu Ocna (denumit în trecut Băile Nastasache, Parcul Nastasache sau Nastasachi) este un parc situat în orașul Târgu Ocna, la baza dealului Măgura Ocnei, unde deține și izvoare minerale.

## Istoric

### Băile Nastasache
Mihail Nastasache sau Nastasachi din Târgu Ocna, fiul serdarului, slujitorului domnesc și cămărașului la ocnă Mihalache (Mihăilucă) Spiridon, a descoperit 7 izvoare minerale la poalele dealului Măgura, la confluența râului Slănic cu Trotușul, întemeindu-se a doua stațiune de pe Valea Slănicului după Băile Slănic, numită „Băile Nastasachi” din Târgu Ocna. În trecut, în anul 1800, tatăl Mihăilucă la rândul lui a descoperit primele izvoare minerale și a fondat stațiunea Băile Slănic. Mihăilucă a fost proprietar peste ambele băi și moșii, până a fost deposedat de proprietatea de la Slănic de către Mihail Sturdza, iar cu cea de la Târgu Ocna a rămas.
Apele Băilor Nastasache puteau fi întrebuințate la vindecarea bolilor de natură reumatică și sifilitică, bolilor scrofuloase, a unor afecțiuni a aparatului sexual feminin, nefrite cronice, avarite și altele. La copii puteau fi folosite la tratarea slăbiciunii, limfatismului, rahitismului, ostitelor, artritelor, coxalgiilor, boli de piele, prurigo, eczeme, psoriazis și altele.
Izvoarele No. 5 și 7 și celelalte erau bogate în sodiu, magneziu, aluminiu, fier și acid salicilic în cantități dozabile și mangan, litiu, iod și brom în cantități nedozabile. No. 5 avea debitul cel mai mare și compoziția chimică cea mai apropiată de izvoarele No. 6 și 8 de la Băile Slănic, cu efecte stimulatoare a secrețiilor stomacale. Izvoarele No. 3 și 4 conțineau carbonat de litiu⁠(d) în cantități mari și cu efecte asupra gonoreelor, cistitelor cronice și altor afecțiuni. No. 5 conținea cantități mari de sulfat de magneziu și era utilizabil în bolile de stomac, ficat, hemoroizi și ce țineau de constipație. No. 7, cu apă carbogazoasă, avea efecte efecte asupra afecțiunilor catarale. Din cele 7 izvoare, cinci au fost folosite pentru băi și două uzului intern.
Izvorul Vâlcica a fost canalizat spre Băile Nastasachi iar din studiul analitic a reieșit un conținut foarte mare de saramură în acesta, ce îl întrecea pe cel al stațiunii Reichenhall, renumită pentru succesele terapeutice obținute prin intermediul saramurii. Lângă parc, cursul râului limpede de munte Trotuș putea fi întrebuințat pentru băi reci.
Proprietatea din Târgu Ocna a lui Mihăilucă a fost moștenită de către fiul acestuia, Mihail Nastasachi. Acesta a continuat să exploateze băile și ulterior le-a donat ca zestre ginerelui său, Panait Botez, care la rândul său le-a vândut orașului Târgu Ocna în 1897. Panait Botez a fost căsătorit cu Smaranda Botez, fiica căminarului Mihail Nastasachi, iar cei doi au fost părinții lui Eugeniu Botez.

### Parcul Nastasache
Față de oraș parcul s-a aflat poziționat la margine, în același amplasament cu izvoarele minerale. La nivelul anului 1914 parcul a fost amenajat cu plantații de brazi, drumuri noi și muzică de fanfară pe timpul sezonului de cură.